# Kemecse
Kemecse [kemeče] (ukrajinsky Кемече, Kemeče) je město ve východním Maďarsku v župě Szabolcs-Szatmár-Bereg. Nachází se asi 6 km severovýchodně od Nyíregyházy a je správním střediskem stejnojmenného okresu. V roce 2015 zde žilo 4 777 obyvatel. Podle údajů z roku 2001 zde bylo 98 % obyvatel maďarské a 2 % romské národnosti.
Nejbližšími městy jsou Demecser a Nagyhalász. Blízko jsou též obce Berkesz, Kék, Kótaj, Nyírbogdány, Nyírtass, Nyírtura, Pátroha, Székely a Vasmegyer.